# Nazar (série de televisão)
Nazar (em hindi:  नज़र) é uma série de televisão indiana produzido e exibido pelo StarPlus desde 30 de julho de 2018, estrelada por Antara Biswas, Harsh Rajput e Niyati Fatnani.
A série segue um daayan, uma entidade do mal que enfeitiçou a família Rathod, e descreve as lutas enfrentadas pela família sob seus olhos malignos.

## Enredo
A história gira em torno de Mohana Rathod, uma criatura vampira sugadora de força vital de 250 anos chamada daayan que também usa "jaadu tona" (feitiçaria). Mohana mata as pessoas para roubar sua idade (vitalidade) que a mantém jovem e bonita. Ela invoca um "DaayanChakra" e cativa Mridul Rathod por sua beleza surreal, depois da qual eles se casam e têm dois filhos, Ansh e Kaajal. Mohana ganha o favor de Mridul, ajudando-o a acumular grande riqueza através da magia negra, enquanto ela gradualmente drena sua vitalidade que leva à sua morte prematura. Mohana também mata a mãe de Mridul para esconder sua identidade secreta, mas os Raathods suspeitam de qualquer maneira. A preocupada Vedashree Rathod fala de seus medos para sua amiga Divya Sharma, uma feiticeira psíquica (caçadora de monstros) que vem para ajudar a família atormentada de Mridul e afastar o mau-olhado. Divya corta a trança de Mohana tornando-a impotente, Mohana então escapa para a floresta, mas eles a perseguem junto com uma multidão de aldeões segurando tochas. Uma vez encurralada, Mohana foi incendiada, o que a transforma em pedra. No entanto, o mau-olhado de Mohana (nazar) ainda se esconde na família, pois ela é um daayan único e muito poderoso chamado "Ekaayan". Vedashree e Shekhar Raathod (seu marido) adotam os filhos de Mridul, Ansh e Kaajal.

## Elenco

### Elenco principal
- Antara Biswas como Mohana Rathod
- Harsh Rajput como Ansh Rathod/Karan Rathod
- Niyati Fatnani como Piya Sharma Rathod

### Elenco recorrente
- Ritu Chaudhary Seth como Vedashree Rathod
- Kiara Bhanushali como Aditya Rathod
- Amit Kaushik como Shekhar Rathod
- Ashita Dhawan como Chaitali Rathod
- Kapil Soni como ACP Avinash Rathod
- Sumit Kaul como professor Nishant Sharma
- Sonyaa Ayodhya como Ruby
- Sumit Bhardwaj como Mayank
- Jigyasa Singh como Tara Khanna
- Garima Vikrant Singh como Panna
- Sreejita De como Dilruba/Sanam
- Simran Budharup como Saavi Sharma
- Aamir S Khan como Naman
- Smita Bansal como Divya Sharma
- Amardeep Jha como Guru Maa
- Jatin Bhardwaj como Rishi Rathod
- Resham P S como Neha Rathod
- Pallavi Gupta como Kajal Rathod
- Sabina Jat como Tamra
- Shalini Arora como Jaya Khanna
- Gouri Agarwal como Koyal Khanna
- Narayani Shastri como Devika
- Vishnu Sharma como Panditji
- Kushagre Dua como o Sarp
- Ritu Shivpuri como Shalaka
- Kingkini Bhattacharya as Mansi
- Moni Rai como a vítima de Mohana no primeiro episódio.
- Ankur Nayyar como Mridul Rathod
- Priya Malik como Dola
- Sikander Kharbanda como Rudra Pratap

## Adaptações
Nazar exibido no Star Maa sob o título Ave Kallu, dublado em telugu. Ele também exibida em tamil no Star Vijay como Adhe Kangal na Índia e na Malásia. A série foi refeita em bengali como Nojor, exibida no Star Jalsha.

## Recepção
Nazar e Divya Drishti tiveram uma colaboração onde Mohana retratado por Monalisa de Nazar entrou no show Divya Drishti unindo-se a Pishachini retratada por Sangita Ghosh.